# Retórica a Herenio

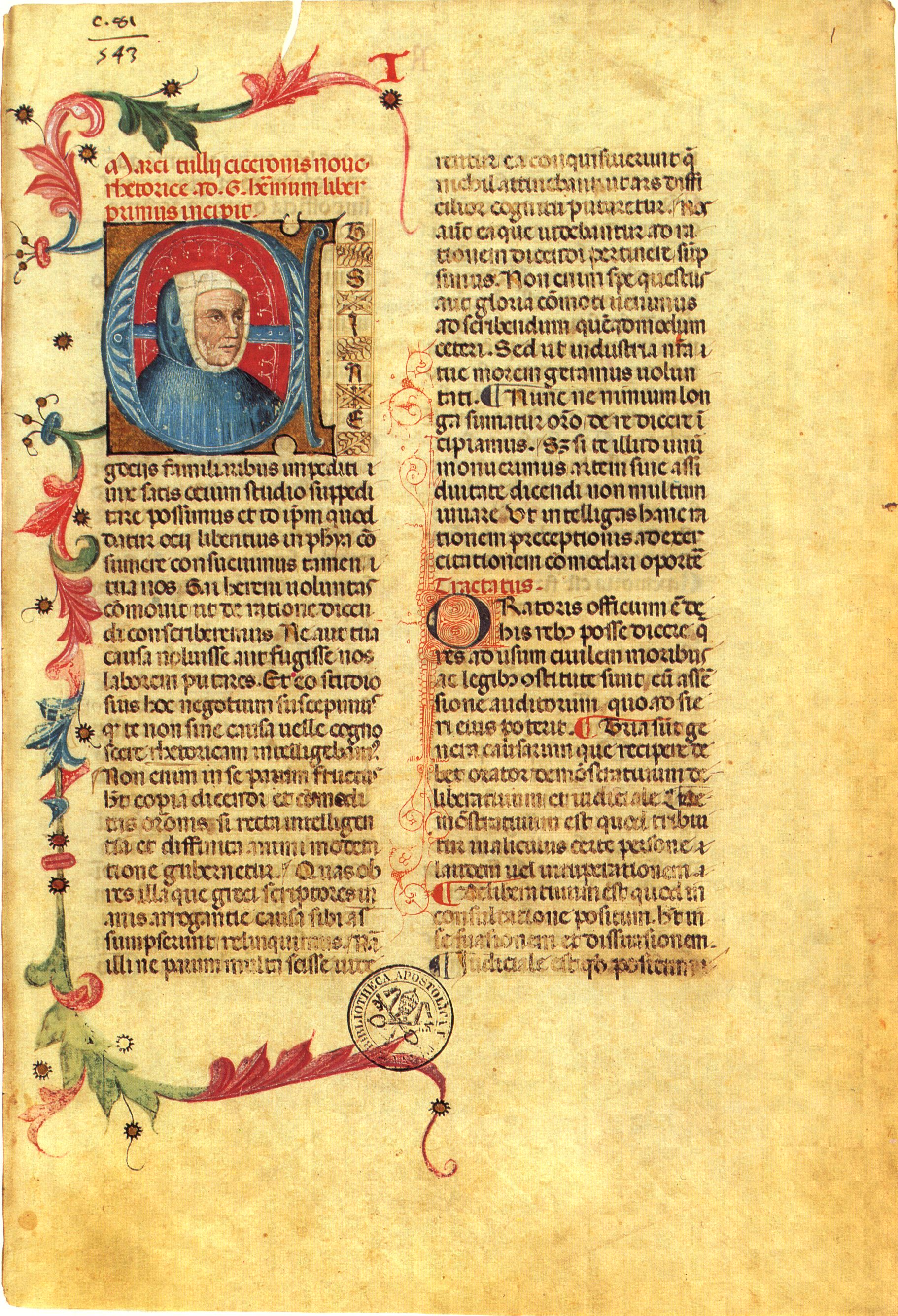
Pág. de una ed. de 1459 conservada en la Biblioteca Apostólica Vaticana.

La Retórica a Herenio (Rhetorica ad Herennium), de autor anónimo, es el tratado de retórica en latín más antiguo que ha sobrevivido hasta nuestros días. Data aproximadamente del año 90 AC y fue por mucho tiempo erróneamente atribuido a Cicerón.

## Historia
La Rhetorica ad Herennium recibe ese nombre porque estaba dedicada a un tal Gayo Herenio (Gaius Herennius). Anteriormente, la enseñanza de la retórica pertenecía al ámbito cultural y lingüístico griego. En Roma, solo las clases altas podían aprenderla porque eran las únicas que sabían hablar griego. La aparición de un manual de retórica escrito en latín tuvo que resultar controvertida en un principio porque las clases altas pujaban por mantener la oratoria confinada a ese idioma. Significativamente, las explicaciones del libro buscan ejemplos en acontecimientos de la República romana. La Rhetorica ad Herennium puede ser vista como parte de un movimiento populista, llevado adelante por aquellos como Lucius Plotius Gallus, quien fuera el primero en abrir una escuela de retórica en Roma dictada íntegramente en latín, alrededor de la misma época.
Aunque su popularidad era limitada en su época, se extendió mucho desde la Edad Media porque la recomendó San Jerónimo, y, en parte, por la confusión sobre la autoría del tratado, que aún se atribuía al ilustre Cicerón. Fue un texto estándar para la enseñanza del trivium, comúnmente acompañada por las obras originales de Cicerón. A causa de esta especial atención, sobreviven cerca de cien copias manuscritas y a partir del Renacimiento fue profusamente traducida a las lenguas romances.

## Clasificaciones retóricas
La Rhetorica ad Herennium incorpora y sistematiza distintos ordenamientos canónicos de la retórica griega.

### Géneros
El autor retoma la clásica división aristotélica en tres géneros retóricos, de acuerdo al tipo de cuestión que el orador tenga enfrente:
- Genvs Demonstrativum (género demostrativo o epidíptico), donde se elogia o condena a una persona en particular
- Genvs Deliberativum (género deliberativo), donde se discuten asuntos de gobierno.
- Genvs Iudiciale, (género judicial) donde se afrontan los juicios por crímenes.

### Partes del discurso oratorio
Todos los argumentos, sin distinción de género o estilo, deben respetar un formato estandarizado dividido en seis partes.
- Exordio, donde el orador intenta conectar la atención del público con la cuestión a tratar.
- Narratio, donde el orador sucintamente presenta los hechos de la cuestión
- Divisio, donde el orador expone su posición y los temas que va a discutir
- Confirmatio, donde se ofrecen los argumentos (a menudo en número de tres) en favor de la tesis defendida por el orador junto con las pruebas.
- Refutatio, donde se presentan y se refutan los argumentos contrarios.
- Conclusio, que es un resumen de la argumentación y donde se señala un curso de acción.

### Estilos
El autor de la Rhetorica ad Herennium también retoma de la retórica griega la división tripartita de los estilos, probablemente obra de Teofrasto. El orador debe dominarlos a todos porque cada cual sirve a un propósito específico.
- Sublime o elevado, que usa un lenguaje complejo y una gramática intrincada. La dicción es formal. El propósito de este estilo es conmover a la audiencia o incitarla a tomar una decisión.
- Medio o templado, que también usa un lenguaje formal, pero más relajado que el sublime y sin caer en expresiones coloquiales. Como el nombre lo indica, es un término medio entre el primero y el tercer estilo. El propósito del estilo medio es agradar o entretener a la audiencia.
- Simple, que usa el lenguaje informal y los coloquialismos propios de la conversación ordinaria. Este estilo es recomendado para la instrucción y la explicación.

## Clasificación de las figuras retóricas
La retórica griega era consciente de que las palabras podían ser usadas por fuera de su significado o su contexto habitual, o bien combinadas de manera elegante, y dio a estas desviaciones del lenguaje el nombre de "figuras". Nunca se había ocupado de enumerarlas o clasificarlas de manera íntegra.
El libro IV de la Rhetorica ad Herennium es el primer tratamiento exhaustivo y sistemático de estas "figuras" en toda la tradición retórica, con un comentario sobre qué efectos particulares produce cada una sobre la audiencia. En total enumera 64 figuras. Además, propuso una división, aparentemente original, de las figuras en dos grupos Por un lado, están las Figuras de dicción, que trabajan sobre el lenguaje en sí mismo, y por el otro, las Figuras de pensamiento, que se basan en las ideas más que en las palabras. 
La clasificación de las figuras retóricas es la contribución más egregia y distintiva de la Rhetorica ad Herennium, y todavía conserva vigencia en la retórica contemporánea.